# Потапов, Иван Константинович
Иван Константинович Потапов — советский хозяйственный, государственный и политический деятель.

## Биография
Родился в 1913 году в селе Мокрая Поляна в семье крестьянина. Член КПСС с 1941 года.
Образование высшее (окончил Дальневосточный государственный университет).
Участник Великой Отечественной войны.
С 1929 года — на хозяйственной, общественной и политической работе.
До 1942 гг. — электромонтер, мастер, инженер на шахте 5/7 треста «Кузбассуголь».
- В 1947—1957 гг. — директор средней школы, второй секретарь Белореченского райкома КПСС в Краснодарском крае, заведующий Сочинским городским отделом народного образования.[1]
- В 1957—1969 гг. — второй секретарь Сочинского горкома КПСС.[1]
- В 1969—1974 гг. — первый секретарь Сочинского горкома КПСС.[1] Его предшественник -  С.Ф.Медунов.

Избирался депутатом Верховного Совета РСФСР 8-го созыва. Делегат XXIV съезда КПСС.
Умер в Сочи в 1974 году.

## Награды
- Орден Октябрьской Революции (30.08.1971)[3]
- Орден Трудового Красного Знамени[1]
- Орден Красной Звезды (25.11.1947)[4]